# چاله (فاریاب)
چاله (کهنوج)، روستایی از توابع بخش فاریاب شهرستان کهنوج در استان کرمان ایران است.

## جمعیت
این روستا در دهستان حور قرار دارد و براساس سرشماری مرکز آمار ایران در سال ۱۳۸۵، جمعیت آن ۵۵ نفر (۱۵خانوار) بوده‌است.